# تترای آب‌پاش
تترای آب‌پاش، که معمولاً با عنوان تترای شلپ شلوپ نیز شناخته می‌شود، یک گونه از ماهیان آب شیرین گرمسیری متعلق به خانواده قلم‌ماهیان. است. این ماهی بومی آمریکای جنوبی است.

## شرح
تترای آب پاش یک ماهی کوچک و باریک با طول استاندارد ۳ تا ۴ سانتیمتر (۱٫۲ تا ۱٫۶ اینچ) دهان نسبتاً بزرگ و رو به بالا، با دندان‌های نوک تیز است. دهان این ماهی با فرم دهان قلم‌ماهیان نسبتاً مشابه، کمی متضاد است. استخوان‌های فک بالا به شکل S خم شده و سوراخ‌های بینی با یک پشته از پوست جدا می‌شوند. دارای یک نقطه تاریک در باله پشتی و یک خط تیره از پوزه تا چشم می‌باشد. خط جانبی و باله چربی در این گونه وجود ندارد.

## پراکندگی و زیستگاه
این گونه بومی حوضه‌های رودخانه‌های گرمسیری در آمریکای جنوبی است که در شبکه‌های رودخانه ای، از اورینوکو تا رود آمازون وجود دارد. در جویبارهای کم عمق، در نهرهای جنگلی آب زلال، در نهرهای آب سیاه، در مرداب‌ها و همچنین در تالاب‌ها یافت می‌شود.